# Austral Líneas Aéreas

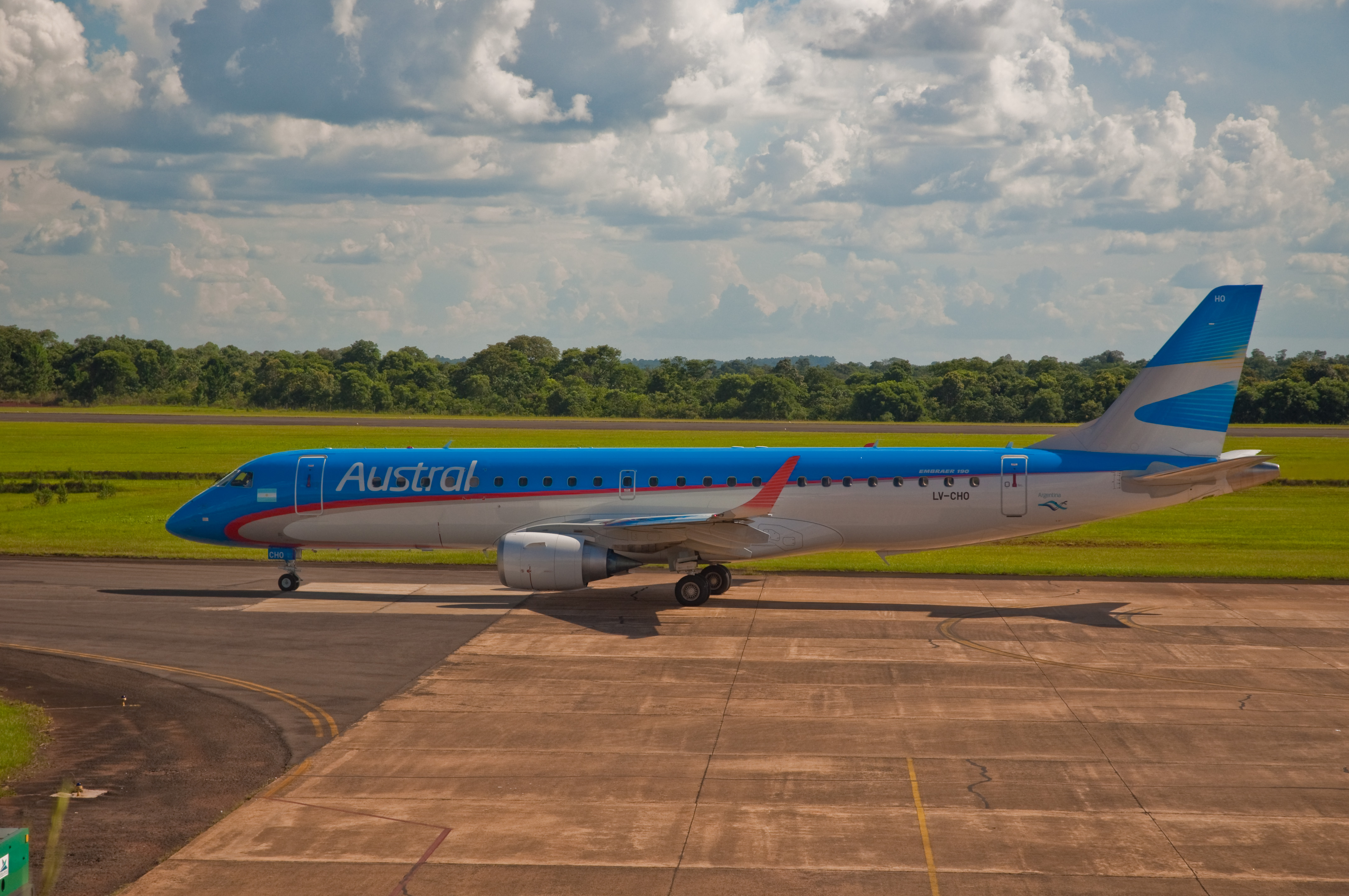
Embraer 190 da Austral

A Austral Lineas Aereas, mais conhecida como Austral, era uma companhia aérea de passageiros estatal argentina. Dedicada a voos domésticos e regionais, estava em operação desde 1971. Fazia parte da aliança de companhias aéreas SkyTeam e era a segunda maior companhia aérea da Argentina.
Tinha a sua base de operações no Aeroporto Jorge Newbery e no Aeroporto Internacional de Ezeiza de onde partiam os seus voos nacionais e regionais, que vendeu em conjunto como subsidiária da Aerolineas Argentinas. Realizou voos domésticos dentro da Argentina e voos regionais, dentro do Mercosul, para Uruguai, Paraguai e Brasil.
A Austral, como empresa pertencente ao Grupo Aerolineas Argentinas, foi restabelecida juntamente com a Aerolineas Argentinas e as demais empresas do grupo em julho de 2008 pelo Estado Argentino. Em 5 de maio de 2020, Pablo Ceriani anunciou a fusão da Austral com a Aerolineas Argentinas, devido à crise econômica gerada pelo coronavírus.
Elas compartilham rotas aéreas que antes eram exclusivas da Austral ou Aerolineas Argentinas. Os escritórios de ambos estão no mesmo lugar. Toda a gestão comercial e administrativa é conjunta. A Austral utilizou um setor do Aeroporto Jorge Newbery em conjunto com a Aerolineas Argentinas.
A Austral, como empresa pertencente ao Grupo Aerolineas Argentinas, foi reestatizada juntamente com a Aerolineas Argentinas e as demais empresas do grupo em julho de 2008 pelo Estado Argentino. Em 5 de maio de 2020, Pablo Ceriani anunciou a fusão da Austral com a Aerolineas Argentinas, devido à crise econômica gerada pelo coronavírus.

## Frota
A frota da Austral em 9 de Agosto de 2017 era composta por: 
| Aeronave    | Quantidade |
| ----------- | ---------- |
| Embraer 190 | 26         |
| Total       | 26         |

## Operação no Brasil[3]
A Austral Líneas Aéreas entrou em operação regular no Brasil em 2014 tendo efetuados diversos voos não regulares nos anos 90 e 2000 para o Brasil. A empresa, que pertencia ao mesmo grupo da Aerolineas Argentinas, alterou sua estratégia de rotas e evitou-se a sobreposição de rotas internacionais entre as empresas. 

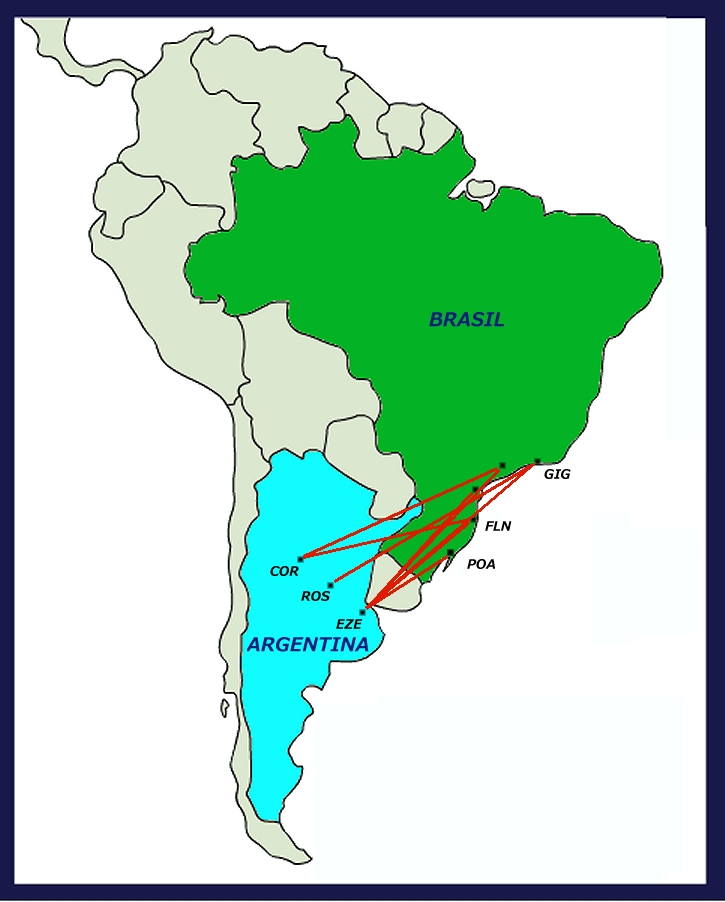
Linhas operadas pela empresa Austral entre a Argentina e o Brasil

O ano de 2015 foi o auge da Austral operando em rotas brasileiras, operando em bases com seus Embraer 190. A estratégia da empresa foi se redefinindo e passou a não competir diretamente com a Aerolineas Argentinas, não sobrepondo voos entre cidades no Brasil. Como resultado, em 2019, seu número foi quase 25% menor do que o obtido em 2018, em volume de passageiros.
- Buenos Aires (Ezeiza) - Curitiba: 6,01%
- Buenos Aires (Ezeiza) - Porto Alegre: 46,36% com crescimento de 45,47%
- Buenos Aires (Ezeiza) - Rio de Janeiro (GIG): 0,02% com queda de 95,33%
- Buenos Aires (Ezeiza) - São Paulo (GRU): 0,76% com queda de 75,28% Córdoba - Florianópolis: 74,46% com crescimento de 35,40%
- Córdoba - São Paulo (GRU): 0,14%
- Rosário - Rio de Janeiro (GIG): 8,64% com crescimento de 253,34%

Nos últimos anos, observou-se mudanças de foco da Austral em suas rotas no Brasil. Em 2017 Rio de Janeiro, Curitiba e São Paulo eram as três bases estratégicas da companhia. Em 2018 Guarulhos e Porto Alegre passaram a ter essa visão mais consolidadora. Em 2019 Porto Alegre respondeu por quase 60% do tráfego da companhia no Brasil e pelo que foi analisado, em 2020 teria sido o foco principal, não confrontando diretamente com a Aerolineas Argentinas.
Rotas descontinuadas no Brasil em 2020: 
- Buenos Aires (Ezeiza) - Curitiba
- Buenos Aires (Ezeiza) - Rio de Janeiro (GIG)
- Buenos Aires (Ezeiza) - São Paulo (GRU)
- Córdoba - Florianópolis
- Córdoba - São Paulo (GRU)
- Rosário - Rio de Janeiro (GIG)

Rotas que seriam acrescidas no Brasil em 2020: 
- Buenos Aires (Ezeiza) - Florianópolis
- Buenos Aires (Ezeiza) - Salvador

### Voos em Operação do Brasil
Atualmente todos os voos estão suspensos por força da pandemia do COVID-19 e por sua absorção pelas Aerolineas Argentinas.